# Districtul Huai Thap Than
Huai Thap Than (în thailandeză ห้วยทับทัน) este un district (Amphoe) din provincia Sisaket, Thailanda, cu o populație de 41.132 de locuitori și o suprafață de 194,6 km².

## Componență
Districtul este subdivizat în 6 subdistricte (tambon), care sunt subdivizate în 80 de sate (muban).
| Nr. | Nume           | În thailandeză | Sate | Locuitori |  |
| --- | -------------- | -------------- | ---- | --------- |  |
| 1.  | Huai Thap Than | ห้วยทับทัน        | 8    | 5,753     |  |
| 2.  | Mueang Luang   | เมืองหลวง       | 14   | 8,508     |  |
| 3.  | Kluai Kwang    | กล้วยกว้าง       | 13   | 5,678     |  |
| 4.  | Phak Mai       | ผักไหม          | 16   | 6,951     |  |
| 5.  | Chan Saen Chai | จานแสนไชย      | 13   | 7,074     |  |
| 6.  | Prasat         | ปราสาท         | 16   | 7,168     |  |